# 富田景周

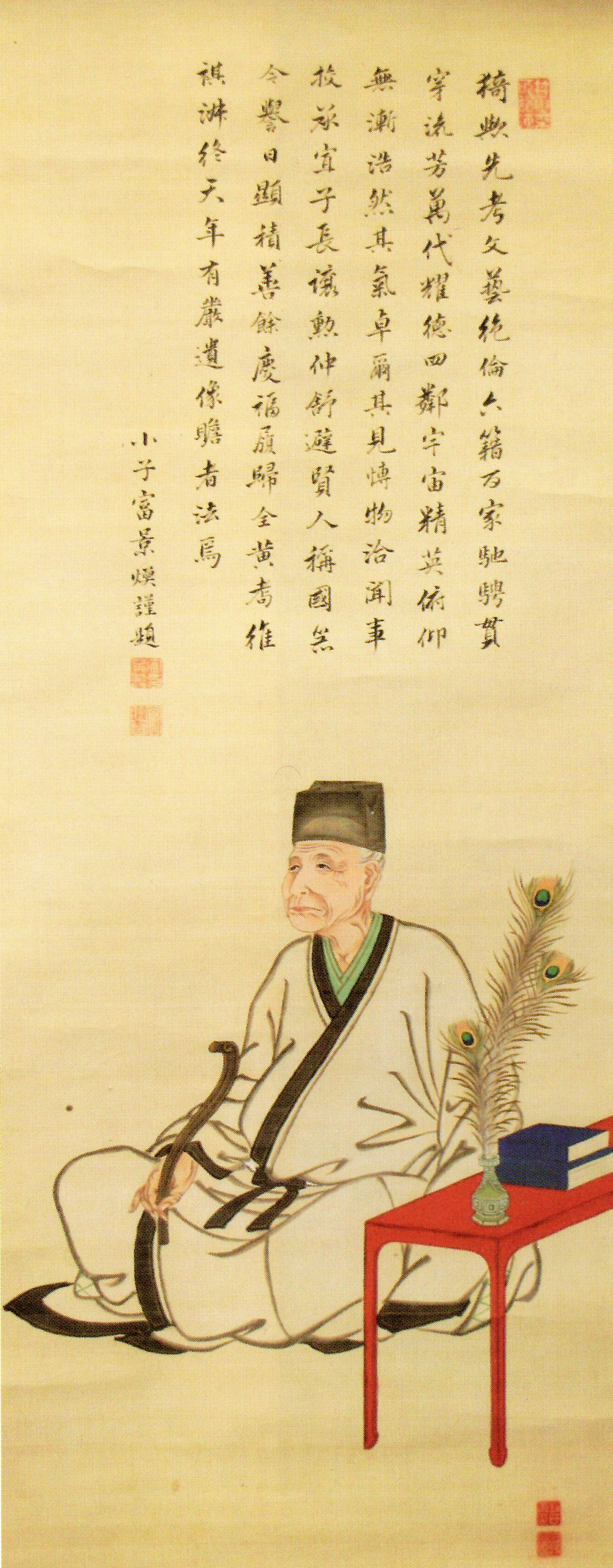
富田景周肖像（慈雲寺蔵）

富田 景周（とだ かげちか、1746年（延享3年） - 1828年11月26日（文政11年10月20日））は、江戸時代後期の加賀藩士にして、加賀国、越中国、能登国の地理歴史に関して多大の著述をなした郷土史家である。通称を権佐と称し、字は大賚。癡龍、或いは櫻寧斎、楽地堂、方竹庵、暮松楼と号した。

## 来歴
その父は良鄰と言い、字は徳夫、終南と号し、由美希賢に漢詩を学んでいたという。また、その母は詩によって名ある奧村忠順の娘・愛であり、青楓と号し、和歌をよくしたといわれる。景周は幼少にしてこの親元を離れ、本家の富田修和の養子となり、長じてはその領分であった二千五百石を継承した。藩士としては1781年（天明元年）36歳にして小松城番となり、1786年（天明6年）40歳にして算用場奉行に任ぜられる。その傍ら加越能三州に修史の業未だ興らざるを愁い、本職の暇を盗んで史書を繙いてこれを類纂したという。主著である『越登賀三州志』は、1798年（寛政10年）に成り、1805年（文化2年）2月には藩主前田斉広に献上せられた。1828年（文政11年）10月20日、齢83にして没した。

## 著書
- 『越登賀三州志』 - 『三州志』、『加越能三州志』とも称する[4]。1798年（寛政10年）成立[3]、ただし「本封叙次考」、「図譜村籍」、「沿革図伝」の3部は文化文政期に追加せられたもので[5]、最終的な成立は1819年（文政2年）のことといわれる[4]。内容は「腱嚢余考」（全17巻）、「来因概覧」（全6巻）、「故墟考」（全6巻）、「本封叙次考」（全2巻）、「図譜村籍」（全3巻）、「沿革図伝」（13葉）の六部に分たれており、「腱嚢余考」は987年（永延元年）より1658年（万治元年）に至る加越能の争闘を叙述し、「来因概覧」は国郡郷の沿革及び歴代領主等の事項についての記述がなされる[5]。「故墟考」は加越能の城蹟、旧館について、「本封叙次考」は前田家領の増減について、「図譜村籍」は郷庄別及び領主別に配列された加越能の村名について記されており、「沿革図伝」は天正より文化に至る歴史における加越能の勢力図となっている[5]。『大日本史料』においても多数の引用がみられ[6]、刊本には1884年（明治17年）に益智館より出版せられたもの[7]、1933年（昭和8年）12月に石川県図書館協会より出版せられたものなどがある[8][9]。
- 『三州地理志稿』 - 『越登賀三州地理志稿』、『加越能三州地理志稿』とも称する[10]。当初、前田斉広の命によって景周が撰進したが、景周の1828年（文政11年）の卒去により津田鳳卿がその後を承けて完成させ、1830年（天保元年）に前田斉泰へ献上されたといわれる[11]。『大明一統志』に倣い、国毎にその沿革、疆域、官道、景勝、風俗等について叙述し、次に郡毎に郷名、村里、山川、橋梁、官舎、産物、社寺、遺蹟、氏族について記される[11]。刊本には1931年（昭和6年）の『大日本地誌大系』28巻等がある[9][12]。

## 人物
- 景周25歳のとき、春夜の宴に列し、漢詩を以て名を知られていた不破浚明に詩作を求められた[1]。則ち景周は「劔舄相迎真俊髦。百鍾春酒酌二葡萄一。花林芳月照二銀霰一。竹郭光風捲二翠濤一。逸韻玉珠奎璧動。雄談河漢夜霄高。千金一刻須二能直一。秉レ燭此時醉気豪」と賦した[1]。一同はこれに感嘆して、横山隆達が序を書き、乾祐直がこれに跋して前田重教の覧に供したという[1]。